# Sebastiano Lo Monaco
Sebastiano Lo Monaco (* um 1730 in Catania; † um 1775 in Sortino) war ein italienischer Maler des Spätbarock auf Sizilien.
Er war ein Schüler von Olivio Sozzi, als dessen Gehilfe er anfänglich arbeitete. Es folgte in Catania eine Zusammenarbeit mit Matteo Desiderato im Palazzo Biscari mit dem Fresko „Triumph der Familie Paternò“ im Ballsaal und dekorative Malereien in Galerie und Musikerloggia. Die Arbeiten waren 1772 beendet.
Für den Palazzo Reburdone schuf er die Fresken „Rat der Götter“ und „Drei Grazien“.
Später ging Lo Monaco nach Sortino, wo er das Langhaus der Chiesa della Natività di Maria mit den Fresken „Vertreibung der Händler aus dem Tempel“ und „Triumph des Glaubens“ ausmalte.

## Werke (Auswahl)
- Chiesa San Benedetto (Catania): Altarbild “Immacolata” und gemeinsam mit Matteo Desiderato und Giovanni Tuccari Gewölbefresken (um 1750)
- Basilica San Sebastiano Martire (Melilli): Deckenfresko mit Propheten im Presbyterium (1788)
- Chiesa Santissima Trinità e San Marziano (Lentini): Deckenfresko
- Chiesa di San Giuseppe (Ragusa): Glorie des Heiligen Benedikt (1793)
- Chiesa Nativita di Maria (Sortino): Fresken „Vertreibung der Händler aus dem Tempel“ und „Triumph des Glaubens“